# Horace Eubanks
Horace Eubanks (* 21. April 1894 in Springfield (Missouri); † 21. November 1948 in St. Louis, Missouri) war ein US-amerikanischer Jazzmusiker (Klarinette, Altsaxophon), der in der Musikszene von St. Louis und Chicago aktiv war.
Eubanks wuchs in St. Louis auf und zog Anfang der 1920er-Jahre nach Chicago, wo er 1923 mit Jelly Roll Morton aufnahm („Someday Sweetheart“). Im selben Jahr holte Charlie Creath ihn und Bob Shoffner nach St. Louis zurück; er nahm 1925 und 1927 mit Creath auf. Anschließend ging er wieder nach Chicago, wo er mit Wilson Robinson und in Europa mit Benny Payton spielte. Nach seiner Rückkehr 1934 nach Chicago arbeitete er bei Carroll Dickerson; 1935 nahm er mit Zutty Singleton auf. Danach spielte er wieder in St. Louis bei Fate Marable und Charlie Creath. Nach einem Nervenzusammenbruch verbrachte er in den 1940er-Jahren mehrere Jahre in einer psychiatrischen Anstalt. Im Bereich des Jazz war er zwischen 1923 und 1935 an vier Aufnahmesessions beteiligt.